# Компания АО Термоприбор
АО Термоприбор — В 1952 году, согласно постановлению Совета Министров СССР от 12 июня, в городе Клин началось строительство завода по производству термометров. К 1 ноября 1954 года завод уже был включён в список действующих предприятий. 
С 1957 года Клинское предприятие стало единственным производителем ртутных и большинства жидкостных термометров в Советском Союзе. 
8 декабря 1958 года Совет Министров СССР принял решение о реконструкции завода, целью которой было увеличение проектной мощности и устранение ртутного загрязнения. 
К 1961 году завод досрочно достиг запланированной мощности, обеспечивая рабочими местами около 3500 человек. Основные цехи, такие как стекловарение, производство медицинских и промышленных термометров, функционировали на полную мощность, а вспомогательные цеха — по ремонту и обслуживанию — эффективно поддерживали производственный процесс.
В 1966 году на заводе впервые в мире была внедрена механизированная технология производства призматического капилляра для медицинских термометров.
В 1967-1968 годах площадь стекловаренного цеха была увеличена почти вдвое, а также были построены новые печи: 12-тонная для стекла марки 360, печь для молочного стекла, известная как «Комсомолка», и двухкамерная печь для эмали.
В 1967 году началось производство сувенирных термометров, что помогло устранить дефицит товаров народного потребления. Реконструкция участка гальваники в цехе производственных деталей позволила увеличить объем экспортируемой продукции.
В 1970 году в стекловаренном цехе была введена экспериментальная электропечь, началось освоение электроварки стёкол марок «400» и «500» для высокотемпературных термометров. Также была проведена реконструкция печи № 6 для варки стекла марки «360». Завод начал работы по электроварке молочного стекла и проводил пробные варки стекла марки «650». Вскоре было решено освоить производство сортовой посуды из свинцового хрусталя; реконструкция восьмитонной печи для его варки началась летом 1971 года. 
К 1972 году завод вошёл в число немногих советских предприятий, производящих хрусталь, одновременно увеличивая выпуск бытовых термометров и сувениров, а также популярных в то время светильников-тарелок.
Коллектив Клинского термометрового завода неоднократно становился победителем Всесоюзного соревнования среди предприятий приборостроения и систем автоматизации. В честь 50-летия СССР в 1972 году завод был удостоен Почётного Знака Совета Министров СССР, а в 1973 году занесён на Всесоюзную Доску Почёта. Более 100 сотрудников предприятия были награждены орденами и медалями СССР за вклад в расширение производства товаров народного потребления.
9 июля 1976 года министр К.Н. Руднев своим приказом № 227 поручил Клинскому термометровому заводу организовать производство стеклошариков для Вильнюсского завода счётных машин. Это стало началом серьёзной работы по созданию нового производственного участка. Министерство поручило ленинградскому институту «Гидроприбор» ускорить разработку проекта. Однако проектные работы столкнулись с трудностями из-за отсутствия отлаженной технологии. В это же время велись параллельные разработки технологии, конструирование оборудования и строительство стекловаренных печей. 
В 1977 году участок, созданный в рамках цеха стекловарения, начал поставлять высококачественные стеклошарики. В том же году, согласно приказу Министерства приборостроения, средств автоматизации и систем управления, было образовано производственное объединение «ТЕРМОПРИБОР», в которое вошел Клинский термометровый завод. На момент создания объединения на заводе трудилось 5247 сотрудников. Также была установлена уникальная установка для производства специального стекла, предназначенного для защитной футеровки стальных нефтепроводов. 
В ноябре 1985 года печь для варки фритты вышла на рабочий режим, и установка начала выпускать первую продукцию, что обеспечивало значительную экономию для народного хозяйства. Группа авторов была награждена Государственной премией за этот вклад.
В середине того же года ПО «Термоприбор» вошло в состав Министерства общего машиностроения в соответствии с постановлением Совета Министров СССР от 22 июля 1989 года № 580, которое управляло предприятиями космической промышленности. В Минобщемаше «ТЕРМОПРИБОР» оказался в приборном главке и занял достойное место среди компаний, производящих оборудование для космических аппаратов. 
В ноябре 1992 года было зарегистрировано акционерное общество открытого типа «ТЕРМОПРИБОР», а в 1997 году предприятие было переименовано в Открытое Акционерное общество «ТЕРМОПРИБОР».
В 2005 году предприятие прошло реорганизацию, в ходе которой почти треть производственных площадей была продана. 
В 2018 году ОАО «ТЕРМОПРИБОР» приняло участие в международной выставке «Аналитика Экспо» в качестве экспонента. 
В 2019 году компания стала одним из крупнейших производителей термометров в России для измерения и регулирования температуры, предлагая более 150 наименований и свыше 1000 типоразмеров продукции. Численность персонала составляет 245 человек.
В 2023 году предприятие было переименовано в АО «Термоприбор».